# ロバート・ダドリー (初代レスター伯)
初代レスター伯ロバート・ダドリー（英: Robert Dudley, 1st Earl of Leicester, KG、1532年6月24日 - 1588年9月4日）は、イングランドの廷臣、貴族。
初代ノーサンバランド公ジョン・ダドリーの五男。テューダー朝最後の女王エリザベス1世の寵臣であり、一時は女王の愛人となり結婚も取り沙汰されていた。1564年にレスター伯に叙された。エリザベスの宮廷で初代バーリー男爵ウィリアム・セシルと勢力を二分した。対スペイン主戦派であり、1585年から1586年にかけてはネーデルラント反乱軍の援軍の指揮をとったが、戦果は上げられなかった。

## 概要
1533年に後にノーサンバランド公に叙される廷臣ジョン・ダドリーの五男として生まれた。1550年にノーフォーク大地主の女子相続人エイミーと結婚する。1549年以来国政を牛耳っていた父は1553年にカトリックのメアリー即位を防ぐためにジェーン・グレイを擁立するも、メアリーに敗れて大逆罪で処刑された。ロバートも父に協力したため死刑判決を受けたが、1555年には赦免された（→エリザベス即位前）。
1558年にプロテスタントのエリザベス1世が即位するとただちに主馬頭に取り立てられ、翌1559年には枢密顧問官に列した。女王の寵愛を受け、やがて女王と愛人関係となり、結婚の噂も立ったが、1560年の妻エイミーの事故死をめぐる疑惑で女王との結婚は困難になった。1564年にはレスター伯に叙されるとともにケニルワース城を与えられた（→エリザベス女王の寵愛）。
宮廷内では初代バーリー男爵ウィリアム・セシルと対立する派閥の領袖だった。1569年には反セシルの立場とスペインに自分と女王の結婚を認めてもらおうという意図から、第4代ノーフォーク公トマス・ハワードとメアリー・ステュアートの結婚計画に協力したが、計画が女王の不興を被ると手を引いた。外交面では対スペイン主戦派であり、平和派のセシルと対立した。1577年のフランシス・ドレークの世界一周航海も、セシルが消極的だったのに対して彼は積極的に支援した（→反セシル派として）。
しばしば女性問題で女王の逆鱗に触れた。特に1578年にレティス・ノウルズと再婚した時の女王の怒りは激しかった（→女性問題）。1585年にはスペインに対抗するネーデルラント反乱軍の援軍の指揮官として派遣されたが、女王に無断でネーデルラント総督職を引き受けたことにより女王の不興を買い、さらに指揮官としても無能だったため、1586年には召喚された（→ネーデルラント出兵）。
1588年夏にはテムズ川河口でスペイン無敵艦隊来襲に備えたが、海戦直後に体調を悪化させ、同年9月に死去した。生存している嫡出男子はなかったため、死去とともに爵位は消滅した（→晩年と死去）。
エリザベス女王には他にも寵臣がいたが、女王の中でダドリーほど大きな存在になった者はなかった。女王は崩御の時まで彼から贈られた最後の手紙を宝物にしていた。女王の寵愛を笠に着て横柄な態度が多かったため、他の女王側近からは嫌われていた。演劇好きであり、レスター伯一座を創設したことでも知られる（→人物）。
先妻エミリーとの間に子供はなかった。後妻レティスとの間に唯一の嫡出男子を儲けたが、夭折している。レティスの前夫の子である第2代エセックス伯ロバート・デヴァルーの実父はレスター伯であるともいわれるが、定かではない。また愛人ダグラス・シェフィールド（旧姓ハワード）との間に非嫡出子として探検家のロバート・ダドリーを儲けた（→家族）。

## 生涯

### エリザベス即位前

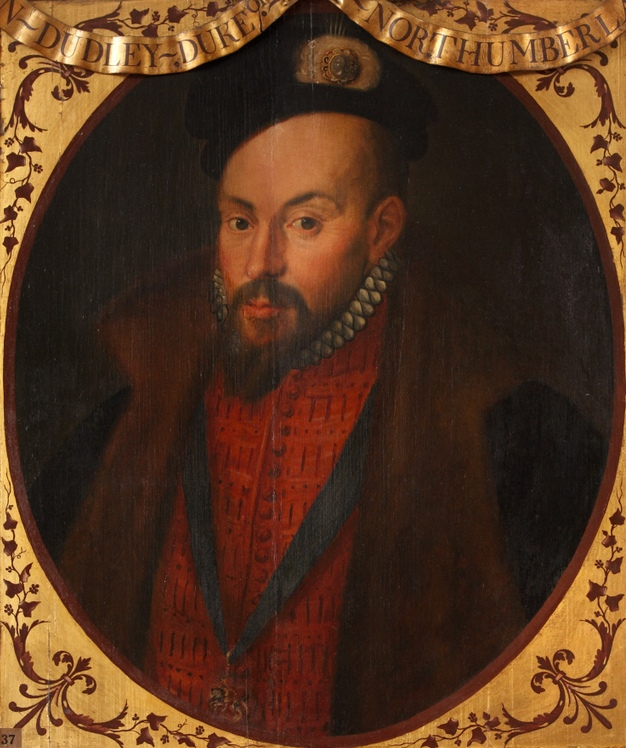
父の初代ノーサンバランド公ジョン・ダドリー

1533年9月7日、廷臣ジョン・ダドリー（1551年にノーサンバランド公に叙される）とその妻ジェーン（廷臣エドワード・ギルドフォードの娘）の間の五男として生まれた。
父は1549年にノーフォークで発生したケットの乱の鎮圧の指揮を執ったが、その際にロバートも父に従って従軍した。父が初代サマセット公エドワード・シーモアを失脚させて権勢を握った後の1549年から1552年にかけてと1553年にはノーフォーク選挙区選出の庶民院議員を務めた。さらに1552年から1553年にかけてはバックハウンド管理長官を務めた。
1550年6月にはノーフォークの大地主ジョン・ロブサートの女子相続人エイミーと結婚した。
1553年7月にエドワード6世が崩御すると、父はカトリックのメアリー王女の即位を防ぐためにジェーン・グレイを女王に擁立した。ロバートもこれに協力した。そのためメアリー即位後に、父は大逆罪で処刑され、ロバートも大逆罪で有罪となり、死刑判決を受けてロンドン塔へ投獄された。
母ジェーンはキャサリン・オブ・アラゴンに仕えていたためスペイン王室にコネがあり、そのコネを使ってメアリー女王の夫になったアストゥリアス公フェリペ（後のスペイン王フェリペ2世）に息子たちの赦免を働きかけた。そのおかげで1555年に兄のジョンおよびアンブローズとともに赦免された。
プロテスタントであったが、自分の助命運動に尽力してくれたフェリペ2世への恩返しのため、1557年8月にメアリー女王が夫フェリペ2世のために派遣した初代ペンブルック伯ウィリアム・ハーバート率いるイングランド軍に兄弟とともに参加し、サン・カンタンの戦いでフランス軍と戦った。

### エリザベス女王の寵愛

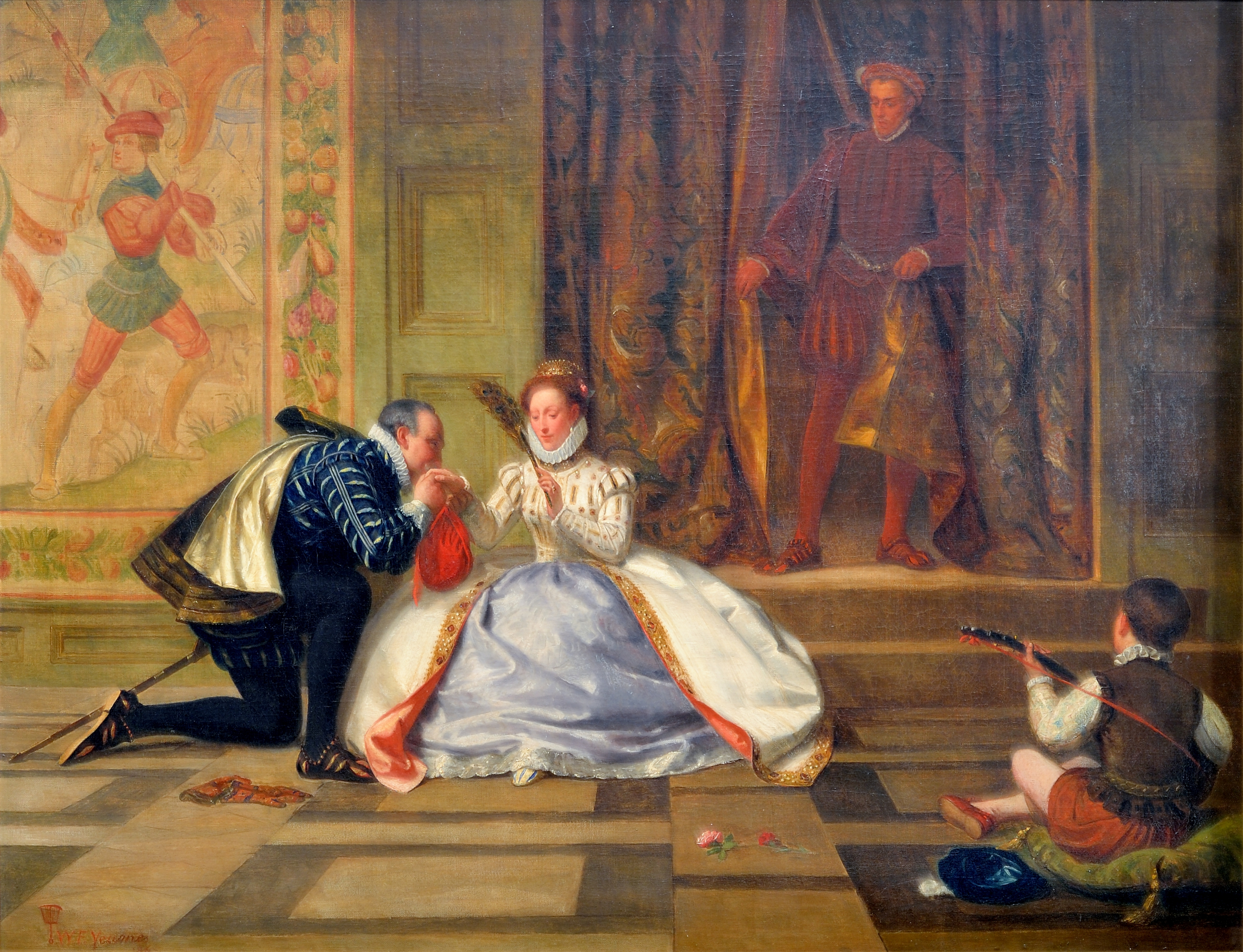
エリザベス女王とレスター伯の肖像画（ウィリアム・フレデリック・イームズ画）

ダドリーはメアリー女王時代にエリザベス王女が経済的に困窮していた時、土地を売って彼女を助けたことがあった。またエリザベスと同じ時期にロンドン塔に投獄されていたため、エリザベスと彼は親密だった。
そのため1558年にメアリー女王が崩御してエリザベス王女がエリザベス1世として即位すると、ただちに主馬頭に任じられた。ダドリーはエリザベス朝で最初に官職を与えられた者だった。翌1559年には枢密顧問官にも任じられ、さらにガーター勲章を与えられた。主馬頭は高額な年収があるうえ、宮廷内に住居を与えられて常に女王の側近くに仕える役職だった。エリザベスは女王の馬を管理するダドリーを伴って毎日のように乗馬に興じ、2人はやがて愛人関係となった。女王が外国の王族と結婚する可能性がもっとも高かった1560年前後に女王がこれらの縁談に見向きしなかったのは、ダドリーの存在があったからだといわれている。
しかし、女王の寵愛を受けて急速に成り上がったダドリーは、ライバルの敵愾心を招いた。特にイングランド最大の貴族で当時唯一の公爵だった第4代ノーフォーク公トマス・ハワードがダドリーと鋭く対立した。ノーフォーク公は女王とハプスブルク家の縁組が決まらないのはダドリーが女王の夫に収まるべく妨害しているからだと公然と批判し、ダドリーに対して「うぬぼれと僭越な行為を止めなければベッドで死ぬことはできない」と脅迫したという。
1560年9月、妻エイミーが階段の下で首の骨を折って死んでいるのが発見された。この件は事故死として処理されたが、ダドリーはかねてから女王との結婚のために邪魔な妻を殺害しようとしているのではないかと噂されていたので、暗殺説が広く出回った。この噂の広まりが尾を引いて、エリザベスと彼が結婚することは困難になった。
結婚が難しくなったことへの穴埋めのように、エリザベスはダドリーへの寵愛を強めた。1561年夏には白生地の輸出税の一部（年に1000ポンド）がダドリーの懐に入るよう措置が取られた。さらに1564年には、レスター伯に叙されるとともにケニルワース城が与えられた。レスター伯位が与えられたのは、彼と結婚させることでスコットランド女王メアリー・ステュアートを操ろうと当時エリザベスが目論んでおり、女王の夫としてふさわしい称号を与えておこうとしたためといわれる。しかしこの計画は結局、メアリーがダーンリー卿ヘンリー・ステュアートと結婚したことで水泡と帰した。

### 反セシル派として

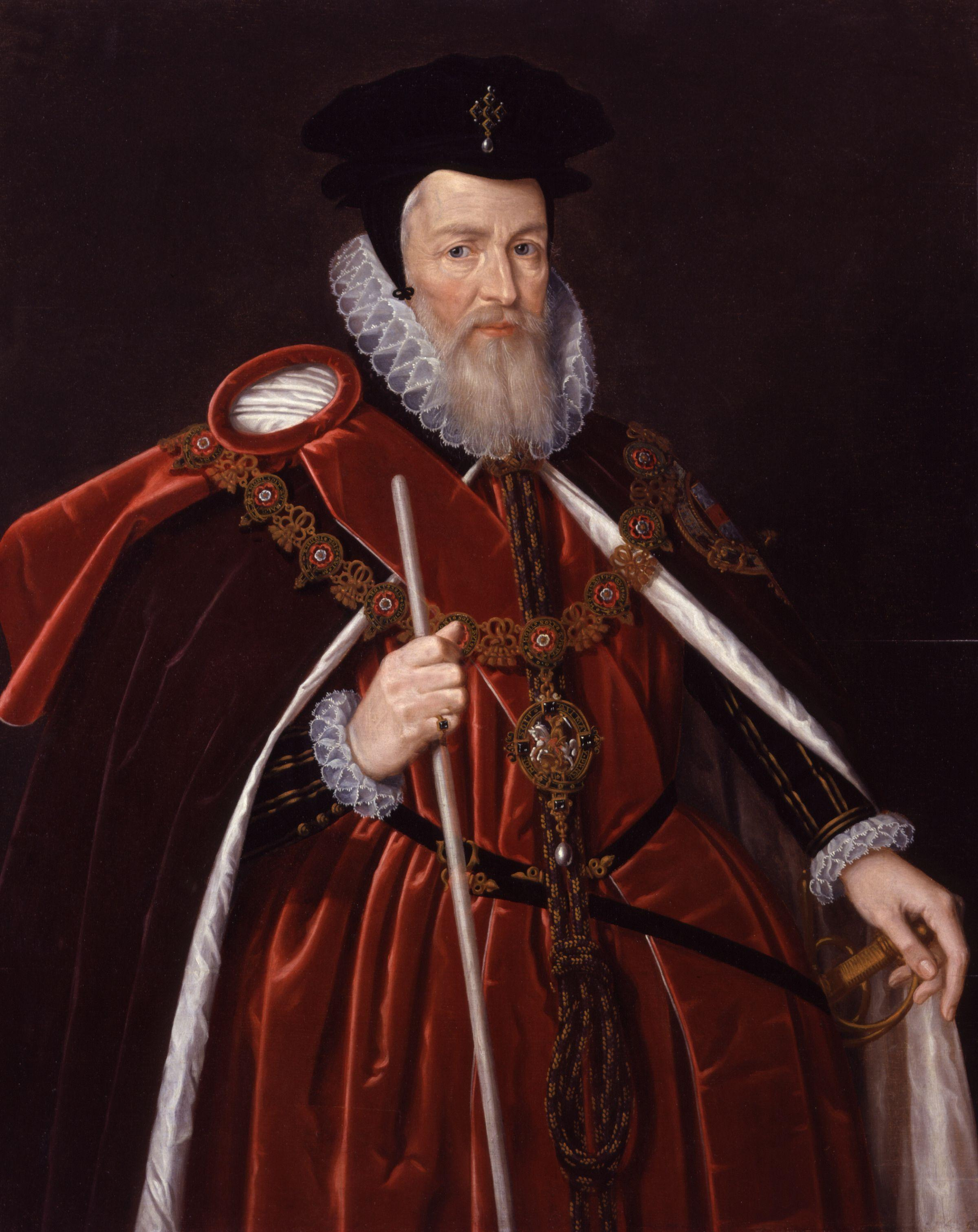
政敵の初代バーリー男爵ウィリアム・セシル

1560年代に描かれたレスター伯の肖像画

レスター伯はエリザベスと彼の結婚に強く反対していた国王秘書長官ウィリアム・セシル（後の初代バーリー男爵）と対立を深めていった。
レスター伯の推進で、1562年からその翌年にかけてユグノー援助のフランス出兵が実施されたが、セシルはこれに強く反対した。結局この出兵は失敗したため、セシルのレスター伯に対する優位が確立された。しかしレスター伯はその後も女王の寵愛を受け続けたため、宮廷内でセシルと権勢を二分する派閥の領袖であり続けた。どちらかといえばセシル一派は政務、レスター伯一派は宮中でそれぞれ重きをなした。レスター伯はプロテスタントのパトロンであるかのようにふるまうこともあったが、エリザベスとの結婚実現のためには手段を選ばず、スペイン王フェリペ2世に「もし自分と女王の結婚を認めてくれたらカトリック教会をイングランドに復活させる」などという申し入れまでしている。
一方、ノーフォーク公や第19代アランデル伯爵ヘンリー・フィッツアラン、第6代ウェストモーランド伯爵チャールズ・ネヴィルらカトリック貴族も、平民出身でプロテスタントのセシルが女王に重んじられていることに不満を抱いていた。こうしたカトリック貴族の反セシル勢力は、1569年春から夏にかけてスペイン大使と共謀して、ノーフォーク公とイングランド亡命中の元スコットランド女王メアリー・ステュアートの結婚を画策した。レスター伯も、セシル排除とスペインに自分とエリザベスの結婚を承認してもらう目的でこの計画に関与した。
この計画の推進者の中には、エリザベス廃位とメアリー即位につなげることを狙う者もいたが、表向きこの計画はエリザベスの王座を守るためにメアリーをカトリックの陰謀から切り離すためのものであった。レスター伯はこの計画を女王に奏上して同意を取り付ける役目を、自ら買って出た。しかし奏上のタイミングを見計らっているうちに、計画の噂が宮廷中に広まってしまい、エリザベスはその計画に不快感を露わにした。1569年9月には宮廷の緊張が一気に高まった。危険を感じたレスター伯は、病気を理由に出仕を中止することで計画から身を引いた。そして、女王の見舞いを受けた際に計画をすべて告白した。
これにより、計画推進者たちは厳しい取り調べを受けることになり、ノーフォーク公もロンドン塔に投獄された（公爵は一時釈放されるも、1571年のリドルフィ陰謀事件に関与したとされて1572年に処刑されている）。反発した北部カトリック貴族の第7代ノーサンバランド伯トマス・パーシーとウェストモーランド伯は北部諸侯の乱を起こすも、あっけない失敗に終わった。
カトリック貴族勢力の壊滅により、セシルの立場は強化されたが、その後も女王のレスター伯寵愛は続いたのでレスター伯が失脚することはなく、セシルとレスター伯の対立は続いた。ネーデルラント（オランダ）問題を巡ってはレスター伯はフランシス・ウォルシンガムとともに対スペイン主戦派となり、平和派のセシルと対立した。この問題について女王は、はじめセシルの助言を容れてスペインとの戦争には踏み切らなかったが、1585年にはレスター伯の意見を容れてネーデルラント反乱軍を支援することになる。
1577年には、セシルが慎重だった私掠船船長フランシス・ドレークの世界一周周航にウォルシンガムとともに投資を行っている。
1584年には、命を懸けてエリザベス女王を守るというプロテスタント同盟の締結に貴族院議員として主導的役割を果たした。

### 女性問題
レスター伯は死去まで女王の寵愛を失わなかったが、しばしば女性関係で女王の逆鱗に触れることがあった。
1573年には第2代シェフィールド男爵ジョン・シェフィールドの未亡人ダグラス・シェフィールド（旧姓ハワード）と情事を重ねてエリザベス女王を激怒させた。さらに翌1574年にはその妹フランセス・ハワードとも恋愛関係になった。女王の機嫌を損ねるのを避けるため、この時には結婚しなかったが、レスター伯も正規の結婚をして子を儲けて爵位を継がせたいという思いはあった。
1578年春に初代エセックス伯ウォルター・デヴァルーの未亡人レティス（旧姓ノウルズ）を身ごもらせたため、彼女と再婚した。女王に秘密で行ったが、秋には女王の耳に入った。女王は怒り狂ってレスター伯を処刑してやると絶叫したが、バーリー男爵ウィリアム・セシルに「臣下が女王に内緒で結婚したというだけで処刑にはできない」と諫められている。
翌1579年になると女王の怒りも落ち着いたようだったが、レスター伯再婚の事実は女王を苦しめ続け、レスター伯と女王の関係が完全に元通りになることはなかったという。

### ネーデルラント出兵

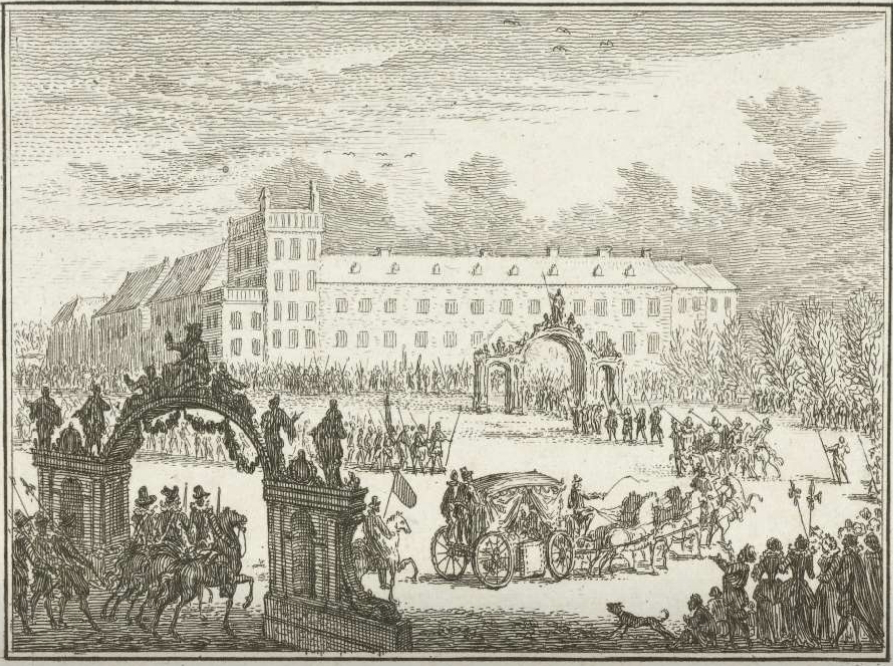
1586年のデン・ハーグでのレスター伯のパレードを描いた絵画

1585年9月にエリザベスはパルマ公アレッサンドロ・ファルネーゼ率いるスペイン軍に追いつめられるネーデルラント反乱軍の支援を決定した。その5000人の派遣軍の総司令官にレスター伯が任じられた。この任命に際してレスター伯は女王から、ネーデルラント統治を委ねられるような地位についてはならないと厳命されていた。
12月にネーデルラントに着任したレスター伯は、そこで大歓迎を受けた。そして1586年1月11日にはネーデルラント中央議会から総督職を受けるよう要請された。レスター伯は女王の命令もあって一度は逡巡したものの、結局1月24日に命令に背いてこれを受け入れた。25日にはデン・ハーグで戴冠式のごとき総督職就任式を行い、ネーデルラント連合政府代表者たちはレスター伯に忠誠を誓った。女王はこれに激怒し、すぐに総督職を返還するよう命じた。レスター伯はやむなく、3月14日に中央議会に総督職を返還した。
この騒ぎでレスター伯の権威は落ち、イングランド軍の士気も低下した。また、エリザベスがパルマ公と水面下で和平の道を探っているという噂も広まって、オランダ軍からも不信の目で見られるようになった。さらにイングランド軍は腐敗が凄まじく、いくら資金をかけても指揮官が横領して懐に入れてしまう有様だった。
このようなイングランド軍とネーデルラント反乱軍ではパルマ公の軍を止められず、レスター伯は敗戦を繰り返した。1568年9月にはスペイン占領下のズートヘンを包囲することに成功したが、この戦いでレスター伯の甥にあたるフィリップ・シドニーが重傷を負い、その傷が原因で後に戦死している。
女王は8月にネーデルラントに派遣した枢密顧問官トマス・ワイクスの報告で、レスター伯の高圧的な態度と資金不足のためにイングランド軍の士気やネーデルラントとの同盟関係は崩壊の危機に瀕していることを知った。その報告を受けた女王は、レスター伯に将軍の才能はないと判断し、1586年9月にレスター伯に召喚命令を出した。これにより、レスター伯は同年11月に帰国の途に就いた。

### 晩年と死去

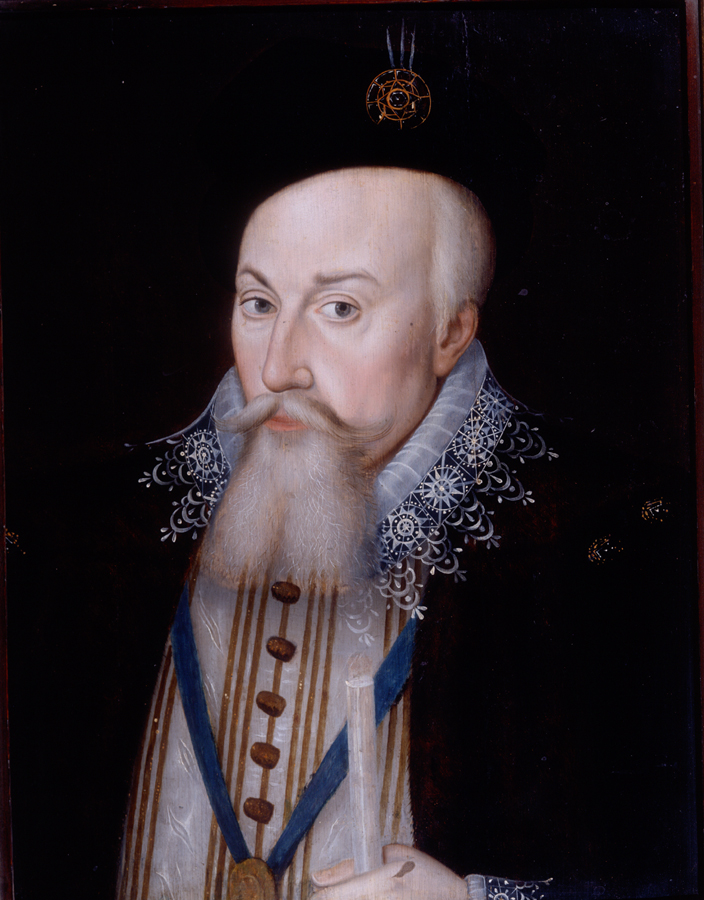
1588年にウィリアム・シガーが描いたレスター伯の肖像画

帰国直後の1587年に起こったメアリー・ステュアートの処刑騒動を巡っては処刑に賛成し、同じ君主を処刑することを躊躇う女王の説得にあたった。
1588年夏のスペイン無敵艦隊来襲危機に際しては、パルマ公爵軍が総司令官シドニア公爵アロンソ・ペレス・デ・グスマン率いる無敵艦隊と合流して攻め昇ってくるだろうと予想されていたテムズ川の河口ティルブリー防衛の指揮を任された。しかし彼の出番はなく、無敵艦隊は海戦に敗れて撤退していった。
1588年8月末に健康を悪化させ、妻レティスのもとで療養生活に入った。療養でダービーシャーのバクストン (ダービーシャー)の温泉へ向かう途中の同年9月4日に、オックスフォードのコンベリー・ハウスで熱病により死去した。女王に宝石コレクションを遺贈するとともに忠誠を表明する手紙を送った。彼の訃報に接した女王は大変に嘆いたという。
生存している嫡出子はなく、その死とともに爵位は消滅した。

## 人物
クリストファー・ハットン、トマス・ヒネジ、ウォルター・ローリー、第2代エセックス伯ロバート・デヴァルーなどレスター伯以外にも女王の寵臣は数多くいたが、そのうちの誰もレスター伯ほど女王の中で大きな存在にはなれなかった。1603年に女王が崩御した時、女王の枕元の箱の中には宝飾品と一緒にレスター伯の手紙が入っていた。そこには次のように書かれていた。

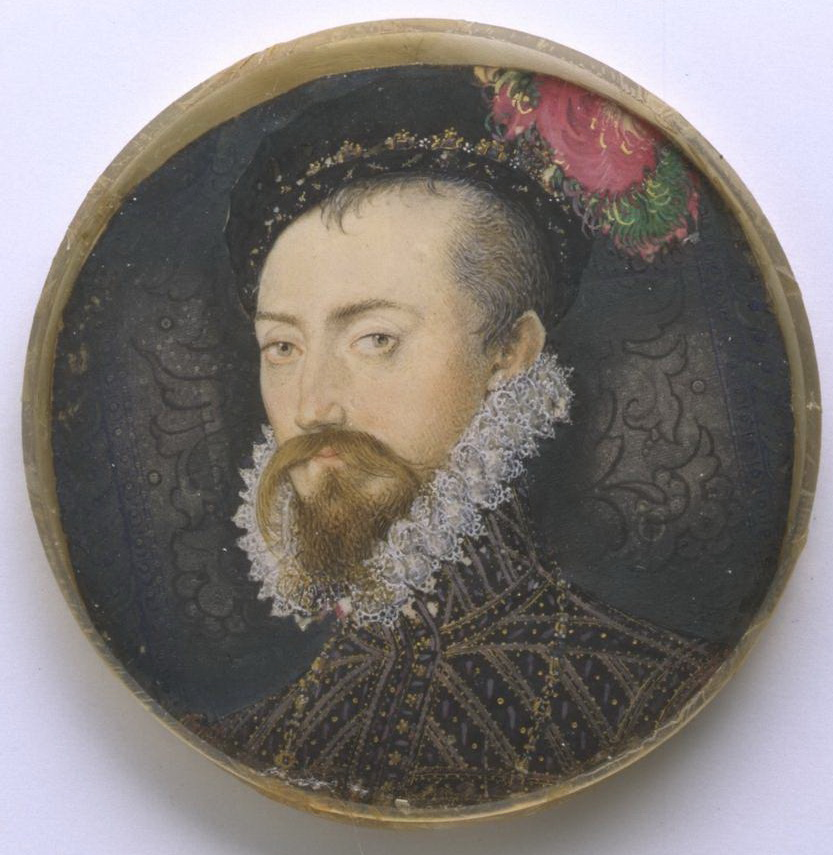
1572年頃にニコラス・ヒリアードの描いたレスター伯

この手紙の隅に女王は「彼からの最後の手紙」と書いている。女王は崩御する瞬間までこの手紙を宝物にしていたのだった。
しかしレスター伯は、女王の寵愛を笠に着て横柄な態度をとることが多かったため、他の女王の側近や大臣たちから嫌われていた。
額が広かったものの美男子であり、身長も6フィート（183cm）という長身で容姿に恵まれていた。服装の趣味もよく、ダンスや乗馬などスポーツが得意だった。綺麗な黒目も特徴的で、エリザベス女王はその特徴から彼を「お目めちゃん（The Two Eyes）」と渾名した。父親譲りで肌が浅黒かったので、友人からは「ジプシー」と呼ばれた。また、父も祖父も大逆罪で処刑されていたため、女王から「三代にわたる反逆の徒」と呼ばれることがあった。
天文学者ジョン・ディーに師事したため、天文学、航海学、地理に博識だった。語学の才能もあり、数か国語を話した。
芝居好きでもあり、1559年には一座を結成して女王から全国巡業の許可を得た。この一座は、彼が1564年にレスター伯位を受けた際にレスター伯一座と改名している。この一座からは人気俳優ジェイムズ・バーベッジとリチャード・バーベッジ親子が出た。
レスター伯の多情と無節操を風刺した『レスター伯のコモンウェルス』というパンフレットが出回っていた。

## 家族

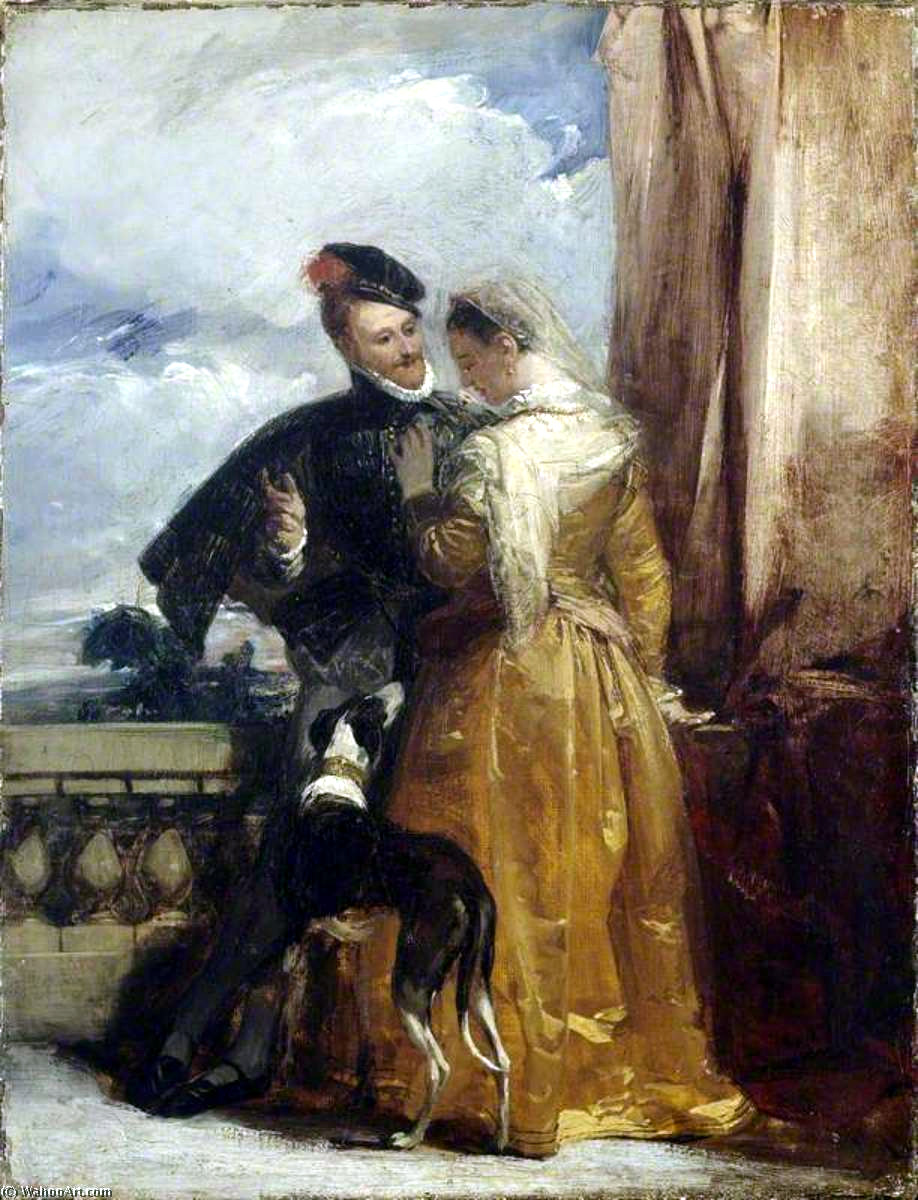
レスター伯と最初の妻エイミーを描いた肖像画

1550年6月にノーフォークの大地主ジョン・ロブサートの女子相続人エイミーと最初の結婚をした。しかし子供のできないまま1560年にエミリーは事故死した。
1573年にはエフィンガムの初代ハワード男爵ウィリアム・ハワードの娘で第2代シェフィールド男爵ジョン・シェフィールドの未亡人だったダグラス・シェフィールド（ハワード）と愛人関係になり、彼女との間に非嫡出子ロバート・ダドリー(1574-1649)を儲けたが、ダグラスとの結婚は認められなかったので、この子供は非嫡出子であり爵位継承権はなかった。
1578年春に初代エセックス伯ウォルター・デヴァルーの未亡人レティス（旧姓ノウルズ）と再婚した。レティスはエリザベス女王の母方の従姉の娘にあたる。彼女との間に唯一の嫡出子デンビー男爵（儀礼称号）ロバート・ダドリー（1579年 - 1584年）を儲けたが、この子は夭折した。
なお、レティスには前夫との間に第2代エセックス伯ロバート・デヴァルーがあったが、この第2代エセックス伯の実父はレスター伯だとする説がある。

## レスター伯を演じた人物
- ダニエル・マッセイ (1971年イギリス映画『クイン・メリー/愛と悲しみの生涯』)
- ガイ・ヘンリー（英語版） (1986年イギリス映画『レディ・ジェーン/愛と運命のふたり』)
- ジョセフ・ファインズ（1998年イギリス映画『エリザベス』）
- ジェレミー・アイアンズ（2005年イギリス・ドラマ『エリザベス1世 〜愛と陰謀の王宮〜』）
- ジョー・アルウィン（2018年、イギリス・アメリカ合作映画『ふたりの女王 メアリーとエリザベス』）
- 長野博（2019年舞台『クイーン・エリザベス - 輝ける王冠と秘められし愛 -  』）[47]

## 栄典

### 爵位
1564年9月28日に以下の爵位を新規に叙された。
- 初代デンビー男爵 (1st Baron Denbigh)
(勅許状によるイングランド貴族爵位)

1564年9月29日に以下の爵位を新規に叙された。
- 初代レスター伯爵 (1st Earl of Leicester)
(勅許状によるイングランド貴族爵位)

### 勲章
- 1559年4月23日、ガーター騎士団(勲章)ナイト(KG)[44]